# Eugeniusz Walewski
Eugeniusz Walewski ps. Zemsta (ur. 28 grudnia 1912 w Siedliszczu, zm. 3 grudnia 1945 tamże) – żołnierz polskiego ruchu oporu podczas II wojny światowej, członek Armii Krajowej oraz Narodowych Sił Zbrojnych.
Przed II wojną światową ukończył w Siedliszczu szkołę powszechną. Po wybuchu walk włączył się w organizację konspiracji antyhitlerowskiej. W latach 1943–1944 dowodził plutonem AK, działającym w rejonie Siedliszcza. Po przekroczeniu przez Armię Czerwoną Bugu w lipcu 1944 roku, znając uległy stosunek dowódców Armii Krajowej do Rosjan, skontaktował się z partyzantką narodową. Jesienią tegoż roku zorganizował oddział partyzancki NSZ, działający w okolicy Siedliszcza oraz na terenie ówczesnych powiatów: chełmskiego, krasnostawskiego, lubelskiego i włodawskiego. Oddział działał w ramach Pogotowia Akcji Specjalnej NSZ, dowodzonego przez majora Mieczysława Pazderskiego ps. "Szary". Oddział Walewskiego brał udział m.in. rozbrojeniu 50 żołnierzy Ludowego Wojska Polskiego, strzegących majątku Kanie (24 kwietnia 1945) oraz w zbrodni w Wierzchowinach (6 czerwca 1945). Udało mu się również wyjść z obławy na oddziały NZS, zorganizowanej 10 czerwca 1945 roku przez siły UB i NKWD we wsi Huta, w których to walkach zginął Pazderski.

Walewski wraz z oddziałem powrócił w rejon Siedliszcza, celem kontynuowania walki zbrojnej. We wrześniu 1945 roku władze komunistyczne aresztowały jego małżonkę oraz najbliższych współpracowników. Wobec powyższego podjął decyzję o ujawnieniu się, co uczynił 24 października 1945 roku wraz z dziewięcioma innymi żołnierzami. Po ujawnieniu się pozostał w Siedliszczu, nadal utrzymując kontakt z dawnymi podkomendnymi. Został zamordowany w dniu 3 grudnia 1945 roku w tamtejszej restauracji przez UB; wraz z nim zginął inny żołnierz NSZ, Józef Mikusz ps. "Kruk". Odpowiedzialność za tę zbrodnię władze komunistyczne próbowały zrzucić na dawnych żołnierzy "Zemsty", sugerując iż mord był karą za ujawnienie się.

Po śmierci został pochowany na cmentarzu parafialnym w Siedliszczu.